# Rob Nguyen
Rob Nguyen (ur. 18 sierpnia 1980 roku w Brisbane) – australijski kierowca wyścigowy.

## Kariera
Nguyen rozpoczął karierę w wyścigach samochodowych w 2001 roku od startów w Niemieckiej Formule Volkswagen, gdzie dwukrotnie stawał na podium. Z dorobkiem 118 punktów uplasował się na piątej pozycji w klasyfikacji generalnej. W późniejszych latach pojawiał się także w stawce Formuły 3000 (lata 2002-2003) oraz Australian Drivers' Championship (trzecie miejsce w 2004 roku).